# Diméthylarginine asymétrique
La diméthylarginine asymétrique (ADMA) est un dérivé doublement méthylé de l'arginine, un acide aminé protéinogène. Produite continuellement au sein du cytoplasme de toutes cellules humaines par les processus de modification des protéines au cours du métabolisme, elle est naturellement présente dans le plasma sanguin. Elle interfère avec l'arginine dans la production du monoxyde d'azote, un composé chimique critique impliqué dans le fonctionnement normal de l'endothélium et, par extension, de l'appareil cardiovasculaire.
La diméthylarginine asymétrique est produite par méthylation de protéines, modification post-traductionnelle fréquente, sous l'effet d'une protéine-arginine N-méthyltransférase (EC 2.1.1.125 : PRMT1 (en) et PRMT2 (en)). Les groupes méthyle ainsi transférés proviennent de la S-adénosylméthionine, intermédiaire du métabolisme de l'homocystéine ; cette dernière est d'ailleurs un indicateur important de maladies cardiovasculaires. La diméthylarginine produite migre ensuite dans le milieu extracellulaire puis dans le plasma. Elle est clivée en citrulline et diméthylamine par la diméthylargininase et est éliminée par voie rénale.
La concentration en ADMA est mesurée par chromatographie en phase liquide à haute performance. Elle augmente sensiblement sous l'effet du cholestérol LDL.